# Gempen
Gempen är en ort och kommun i distriktet Dorneck i kantonen Solothurn, Schweiz. Kommunen har 932 invånare (2023).